# Afganistán en los Juegos Olímpicos de Atlanta 1996
Afganistán estuvo representado en los Juegos Olímpicos de Atlanta 1996 por dos deportistas masculinos que compitieron en atletismo.
Afganistán solo envió a dos representantes a los Juegos de Atlanta, pero el boxeador de peso mediano ligero Mohammad Jawid Aman fue descalificado después de llegar a los Juegos cuando era demasiado tarde para el pesaje. El otro participante, el corredor de maratón Abdul Baser Wasiqi, se lesionó el Tendón de la corva antes de la carrera. Sin embargo, participó en el maratón pero terminó último, más de dos horas después del ganador.
El equipo olímpico afgano no obtuvo ninguna medalla en estos Juegos.